# Pablo Díez (zapaśnik)
Pablo Díez Pardo (ur. 13 listopada 1994) – hiszpański zapaśnik walczący w stylu wolnym. Mistrz śródziemnomorski w 2016 roku.